# 費茲帕特里克 (阿拉巴馬州)
費茲帕特里克（英語：Fitzpatrick）是一個位於美國阿拉巴馬州布洛克縣的非建制地區和人口普查指定地區。根據2010年美國人口普查，該地共人口83人。

## 地理
費茲帕特里克的座標為32°13′00″N 85°53′20″W / 32.216667°N 85.888889°W，而該地最高點為海拔高度80米（即262英尺）。